# Drosophila hermioneae
Drosophila hermioneae este o specie de muște din genul Drosophila, familia Drosophilidae, descrisă de Vilela în anul 1983. Conform Catalogue of Life specia Drosophila hermioneae nu are subspecii cunoscute.